# Tête à tête (film, 1989)
Pour les articles homonymes, voir Tête à tête.
Pour plus de détails, voir Fiche technique et Distribution.
Tête à tête (How to Get Ahead in Advertising) est un film britannique réalisé par Bruce Robinson, sorti en 1989.

## Synopsis
Denis Dimbleby Bagley travaille dans une grande entreprise de publicité à Londres. Sa carrière est en plein essor et il est bien payé. Avec son épouse Julia, il habite une grande maison non loin de Londres. Son supérieur, Bristol, lui confie une mission importante : concevoir en peu de temps une publicité pour une crème contre les boutons, mais dans le stress, il ne trouve aucune bonne idée. Pendant le trajet en train qui le ramène chez lui, Denis, qui est très tendu, fait une dépression nerveuse et entre dans une crise existentielle. Il a honte des publicités qu'il a conçues ces dernières années pour des cigarettiers et des compagnies pétrolières. Lors d'un dîner, dans un état fébrile, il insulte la meilleure amie de sa femme et le lendemain matin, il démolit la maison pour jeter les produits publicitaires. Il remet sa démission et prévoit d'alerter le monde sur les activités de l'industrie publicitaire.
Pendant ce temps, Julia découvre une bosse sur l'épaule droite de son mari. Peu après, la bosse commence à parler à Denis, mais personne ne croit le désespéré. Contrairement à lui, la bosse défend les principes cyniques du marché et traite Denis de communiste. La bosse peut parler à travers la bouche de Denis, ce qui donne lieu à des conversations ambiguës et à des comportements bizarres. Denis finit donc par suivre un traitement psychiatrique. Le psychiatre diagnostique que Denis est schizophrène et qu'il attribue à la bosse le versant de lui-même qu'il ne supporte pas. Peu avant l'opération prévue pour l'enlever, la bosse se transforme en une tête à part entière, qui ressemble au visage de Denis à l'exception d'une moustache bien marquée. Le moi moral précédent de Denis est maintenant réduit à une bosse et se trouve sur le côté gauche de la « nouvelle » tête. Celle-ci est fortement coupée lors de l'opération et doit ensuite mourir.
Après l'opération, outre sa moustache, Denis a de nouveau changé de caractère, il est désormais un homme d'affaires au cœur froid mais rusé. Il revient dans l'entreprise et fait passer l'idée que les boutons seront à l'avenir commercialisés comme un signe de beauté positif. C'est pourquoi il devrait bientôt y avoir des crèmes pour les boutons. Sa femme est de plus en plus irritée par sa froideur et son obsession pour le sexe. La tête originale de Denis, qui n'est plus qu'une bosse, peut cependant guider Julia par sa voix vers une vidéo qu'il a enregistrée pendant sa phase militante : il y met en garde contre les mirages de l'industrie publicitaire et les problèmes environnementaux causés. Lorsque le « nouveau » Denis entre dans la pièce pendant la vidéo, Julia prend définitivement conscience de sa différence de caractère et le quitte. Enfin, Denis se promène seul à cheval dans la campagne anglaise et promet qu'il ne se reposera pas tant qu'il n'aura pas donné aux consommateurs tout ce qu'ils veulent.

## Fiche technique
Sauf indication contraire, les informations mentionnées dans cette section peuvent être confirmées par la base de données cinématographiques IMDb,  présente dans la section « Liens externes ».
- Titre français : Tête à tête
- Titre original : How to Get Ahead in Advertising
- Réalisation : Bruce Robinson
- Scénario : Bruce Robinson
- Photographie : Peter Hannan (en)
- Montage : Alan Strachan
- Musique : David Dundas (en) et Rick Wentworth (en)
- Décors : Michael Pickwoad
- Costumes : Andrea Galer
- Production : David Wimbury, Ray Cooper, George Harrison, Denis O'Brien
- Sociétés de production : HandMade Films
- Pays de production :  Royaume-Uni
- Langue originale : anglais britannique
- Format : couleur par Technicolor - 1,85:1 - Son Dolby - 35 mm
- Durée : 94 minutes
- Genre : Comédie noire et fantastique
- Date de sortie :
  - États-Unis : 30 mars 1989 (Festival du film de New York)

## Distribution
- Richard E. Grant : Bagley
- Rachel Ward : Julia
- Richard Wilson : Bristol
- Jacqueline Tong (en) : Penny Wheelstock
- John Shrapnel : Psychiatre
- Susan Wooldridge : Monica
- Pip Torrens : Jonathan
- Pauline Melville : Mrs Wallace
- Roddy Maude-Roxby : Dr Gatty
- Sean Bean : Larry Frisk
- Eric Idle : (voix, non crédité)
- Bruce Robinson : (voix, non crédité)

## Production
Tête à tête est, après Withnail et moi, la deuxième collaboration entre Bruce Robinson et Richard E. Grant. Robinson a également fait confiance à une grande partie de l'équipe de tournage qu'il avait rassemblée pour son premier film, Withnail et moi. Le film a été produit par HandMade Films, la société de production cinématographique initiée par George Harrison.

## Exploitation
Le film a rapporté 201 972 livres sterling au Royaume-Uni.

## Accueil critique
Dans sa critique du 12 mai 1989, Roger Ebert fait l'éloge de l'interprétation de Richard E. Grant, qui prouvait qu'il était capable de jouer des personnages malveillants et répugnants comme peu d'autres acteurs dans le cinéma actuel. D'après Ebert, le réalisateur et scénariste Bruce Robinson a quelque chose à dire sur la société de consommation, mais il semble l'avoir « tout écrit et donné à Grant sous forme de dialogue ». Selon lui, de nombreux dialogues du film sont trop longs et redondants : « Le film serait meilleur s'il gardait toutes ses images et représentations, mais jetait une quantité de texte qui explique en détail des choses qui n'ont pas besoin d'être expliquées ».
Le critique américain Ken Hanke décrit le film comme l'une des « satires les plus étranges, les plus inouïes, les plus amères, les plus irrévérencieuses et les plus férocement drôles que le cinéma ait jamais offertes ». Le film réserve de nombreuses surprises et comporte une bande-son merveilleusement créative, tout en restant « très drôle et implacablement sombre ».
Le site allemand Filmdienst écrit, largement positif : « Une parabole noire sur le mauvais état du monde, malade de l'appât du gain et des contraintes de la consommation, qui s'en rend compte mais se dirige allègrement vers l'abîme. Un film engagé, plein de justesse dans les propos, mais dont la réalisation cinématographique ne sera pas du goût de tous ».